# Stilobezzia subsoror
Stilobezzia subsoror är en tvåvingeart som beskrevs av Tokunaga 1941. Stilobezzia subsoror ingår i släktet Stilobezzia och familjen svidknott. Inga underarter finns listade i Catalogue of Life.